# Melanocharis versteri
Melanocharis versteri là một loài chim trong họ Melanocharitidae.